# Danske mesterskaber i atletik 1928
Danske mesterskaber i atletik 1928 var de 35. danske mesterskaber i atletik. Store-DM" blev afholdt på Århus Stadion.
| Disciplin     | Guld                                 | Sølv                                                  | Bronze                                                 |
| ------------- | ------------------------------------ | ----------------------------------------------------- | ------------------------------------------------------ |
| 100 meter     | Aage Hansen IF Sparta 11.1           | Leo Jørgensen IF Sparta 11.2                          | Thorkild Holmquist-Olsen Københavns IF 11.3            |
| 200 meter     | Helge Melbin Københavns IF 23.8      | Louis Lundgreen Københavns IF 23.4                    | Carl-Johan Marhauer IF Sparta 23.7                     |
| 400 meter     | Louis Lundgreen Københavns IF 51.1   | Frode Jacobsen AI 52.1                                | Gustav Bøggild AI 52.9                                 |
| 800 meter     | Frode Jacobsen AI 1:57.2             | Albert Larsen Københavns IF 1:58.0                    | Christian Markersen AIK 95 2:01.4                      |
| 1500 meter    | Albert Larsen Københavns IF 4:09.0   | Christian Markersen AIK 95 4:12.0                     | Aksel Petersen IF Sparta 4:13.0                        |
| 5000 meter    | Anders Axelsen Københavns IF 15:35.5 | Johannes Keilstrup Vejle IF 15:38.3                   | Axel Petersen IF Sparta 15:39.9                        |
| 10.000 meter  | Anders Axelsen Københavns IF 33:07.0 | Anders Hartington Andersen Hellas Roskilde 33:17.5    | Georg Nielsen AIK 95 34:20.2                           |
| Maraton       | Theofilius Jensen IF Sparta 2:55.50  | ?                                                     | ?                                                      |
| 110 meter hæk | Louis Lundgreen Københavns IF 16.4   | Knud Andersen KSG 16.9                                | Iver H. Iversen IF Sparta 17.3                         |
| 400 meter hæk | Louis Lundgreen Københavns IF 58.3   | Herbert Agerbeck AIK 95 59.1                          | Herman Larsen Københavns IF 59.2                       |
| Højdespring   | Charles Jensen Helsingør IF 1,75     | Aage Nielsen Aarhus 1900 1,70                         | Verner Petersen Vejle IF 1,70 Knud Orth Køge G&IF 1,70 |
| Stangspring   | Aksel Nikolajsen Københavns IF 3,80  | Ernst Larsen AIK 95 3,60                              | Kaj Benthien Ben Hur 3,50                              |
| Længdespring  | Carl-Johan Marhauer IF Sparta 6,98   | Hans Pahlm Jensen Horsens forenede Sportsklubber 6,76 | Willy Rasmussen Brande IF 6,64                         |
| Trespring     | Louis Lundgreen Københavns IF 13,72  | Valdemar Jensen Aalborg FF 13,57                      | Johannes Sindberg Skive IK 12,88                       |
| Kuglestød     | Frode Moesgaard AI 12,82             | Valther Jensen Københavns IF 12,20                    | Niels Nielsen AIK Ålborg 11,54                         |
| Diskoskast    | Valther Jensen Københavns IF 39,05   | August Olsen Horsens forenede Sportsklubber 37,42     | Ragnar Wollmer Helsingør IF 36,12                      |
| Hammerkast    | William Hagemeister Ben Hur 45,15    | Kaj Rasmussen Akademisk IF 43,90                      | August Olsen Horsens forenede Sportsklubber 43,27      |
| Spydkast      | Svend Gjørling Københavns IF 56,60   | Niels Møller Horsens forenede Sportsklubber 56,12     | Wilhelm Nielsen Horsens forenede Sportsklubber 54,12   |
| Vægtkast      | Carl Mortensen PI 9,31               | William Hagemeister Ben Hur 9,02                      | Kaj Johansen Københavns IF 8,61                        |
| 4 x 100 meter | IF Sparta 43.9                       | Københavns IF 45.1                                    | Nakskov Idræts Klub 46.0                               |
| 4 x 400 meter | Københavns IF 3:31.9                 | IF Sparta 3:33.7                                      | AIK 95 3:34.0                                          |
| 8km cross     | Axel Petersen AIK 95 26.03           | ?                                                     | ?                                                      |
Kilde: DAF i tal
| Atletik | Spire Denne artikel om atletik er en spire som bør udbygges. Du er velkommen til at hjælpe Wikipedia ved at udvide den. |